# Sanford Fillmore Bennett
Sanford Fillmore Bennett, född 21 juni 1836, död 11 juni 1898, var en amerikansk lärare, författare och apotekare. 
Bennett studerade vid Michigans universitet, men tog aldrig någon examen. Ändå blev han lärare i Richmond fram till amerikanska inbördeskriget, där han deltog som löjtnant. Efter krigsslutet år 1865 öppnade Bennett ett apotek i Elkhorn i Wisconsin, där han dog i oktober år 1898. Bennett var född i en metodistisk familj men blev själv unitarian.

## Psalmer
- Till det härliga land ovan skyn (Sång nr 434 i Svenska Missionsförbundets sångbok 1920)